# 564-та гренадерська дивізія (Третій Рейх)
564-та гренадерська дивізія (Третій Рейх) (нім. 564. Grenadier-Division) — гренадерська піхотна дивізія Вермахту, що входила до складу німецьких сухопутних військ за часів Другої світової війни.

## Історія
564-та гренадерська дивізія сформована 17 серпня 1944 року у ході 32-ї хвилі мобілізації у XVII військовому окрузі на навчальному центрі Доллершейм (нім. Trüppenübungsplatz Döllersheim) в Нижній Австрії. Але вже 26 серпня 1944 року її перейменували на 564-ту фольксгренадерську дивізію, посиливши часткою піхотної дивізії «Доллершейм».

## Райони бойових дій
- Австрія (серпень 1944)

## Командування

### Командири
- генерал-лейтенант Вольфганг Ланге (нім. Wolfgang Lange) (17 — 26 серпня 1944)

### Склад
| 1944                                      |
| ----------------------------------------- |
| 1150-й гренадерський полк                 |
| 1151-й гренадерський полк                 |
| 1152-й гренадерський полк                 |
| 1564-й артилерійський полк                |
| 1564-та рота зв'язку                      |
| 1564-те дивізійне управління забезпечення |